# Ratkovići (Lopare)
Pour les articles homonymes, voir Ratkovići.
Ratkovići (en cyrillique : Ратковићи) est un village de Bosnie-Herzégovine.
Avant la guerre de Bosnie-Herzégovine, le village faisait entièrement partie de la municipalité de Lopare ; après la guerre et à la suite des accords de Dayton (1995), une portion de son territoire a été rattachée à la municipalité de Čelić nouvellement créée et intégrée à la fédération de Bosnie-et-Herzégovine.

## Démographie

### Répartition de la population par nationalités (1991)
En 1991, le village comptait 1 176 habitants, répartis de la manière suivante, :